# 水手龙属
水手龙（学名：Uronautes）是蛇颈龙目彪龙科存疑的一个属。已知化石包括几节椎骨、部分肢骨及肋骨。

## 词源
属名Uronautes取自希腊语单词Ουρα（意为“有尾巴的”）及Ναυτεσ（意为“水手”）。种名U. cetiformis取自希腊语单词κῆτος（指鲸或大型海怪）及forma（意为“……的外形”）。

## 分类
水手龙由美国古生物学家爱德华·德林克·科普于1076年首次描述。由于化石稀少，塞缪尔·保罗·威尔斯于1956将该属描述为疑名，并质疑这些遗骸是否能充当一个真正属的证据。

## 描述
像很多其它彪龙科（如彪龙）一样，水手龙这种短颈蛇颈龙类。颈椎很短，具有半附着的突起及双头肋骨。

## 分布

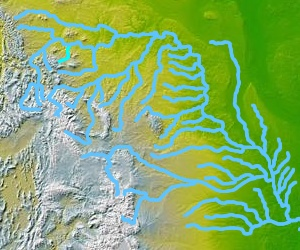
蒙大拿州的朱迪斯河是少数据称含有水手龙化石的地区之一

归入水手龙的化石仅在少数地区发现，包括狐狸山的白垩纪沉积物、皮尔堡附近的类似沉积物及朱迪斯河，三者均位于蒙大拿州。